# Vasilije Terzić
Vasilije Terzić (in serbo Василије Терзић?; 12 maggio 1999) è un calciatore montenegrino, centrocampista dell'Otrant-Olympic.

## Carriera

### Club
Cresciuto nel Budućnost, esordisce in prima squadra nel 2016. L'anno successivo esordisce nelle competizioni europee, disputando i preliminari di Europa League contro il Partizan. Raggiunge la settima presenza nelle competizioni continentali contro il Sarajevo, nel 2020. In tutto, ha giocato 14 partite nei turni preliminari delle coppe europee.

### Nazionale
Ha giocato nelle nazionali giovanili montenegrine Under-17, Under-19 ed Under-21.

## Palmarès

### Club

#### Competizioni nazionali
- Campionato montenegrino: 3

Budućnost: 2016-2017, 2019-2020, 2020-2021
- Coppa del Montenegro: 2

Budućnost: 2018-2019, 2020-2021